# Beurré Bosc

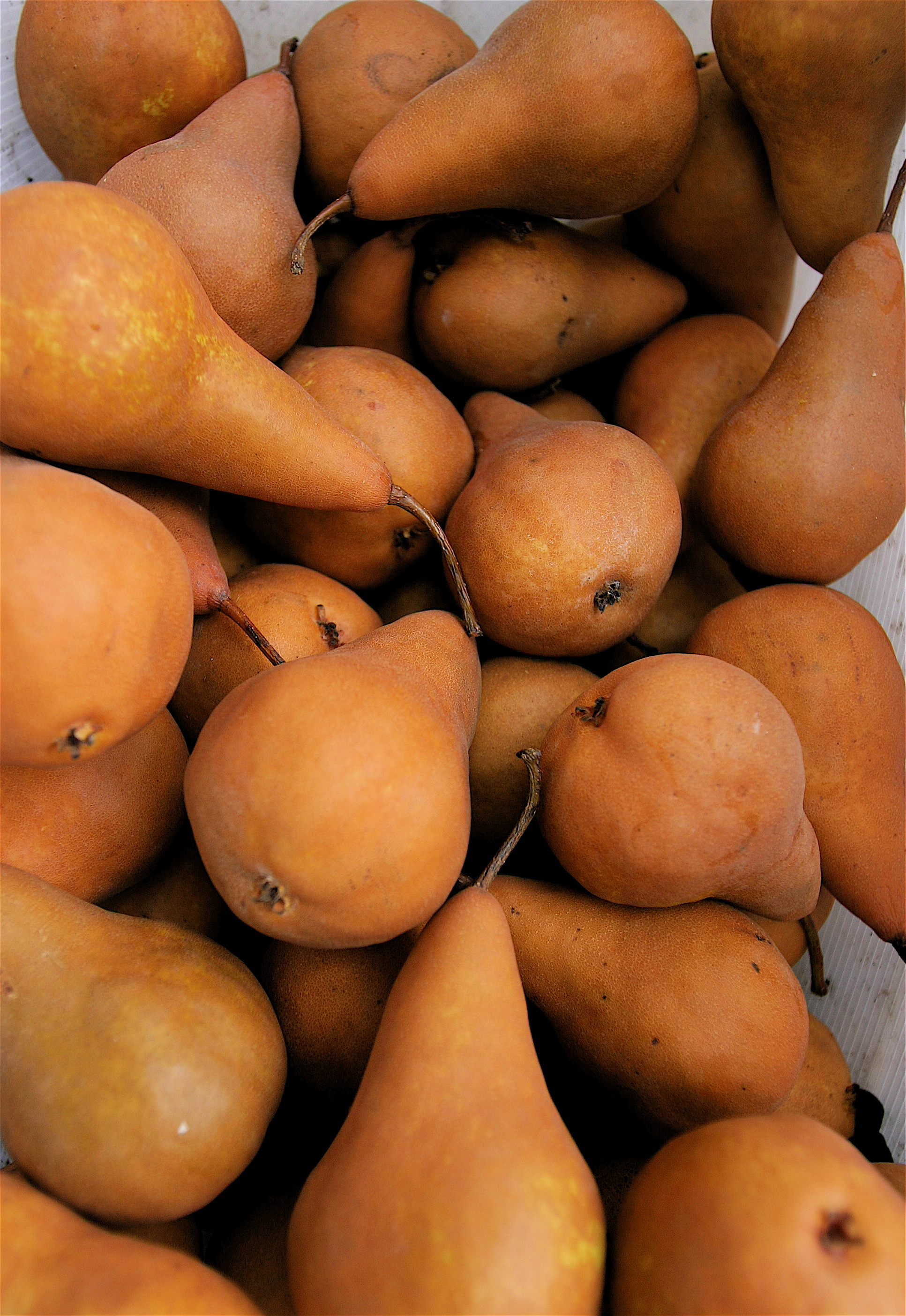
Poires Bosc

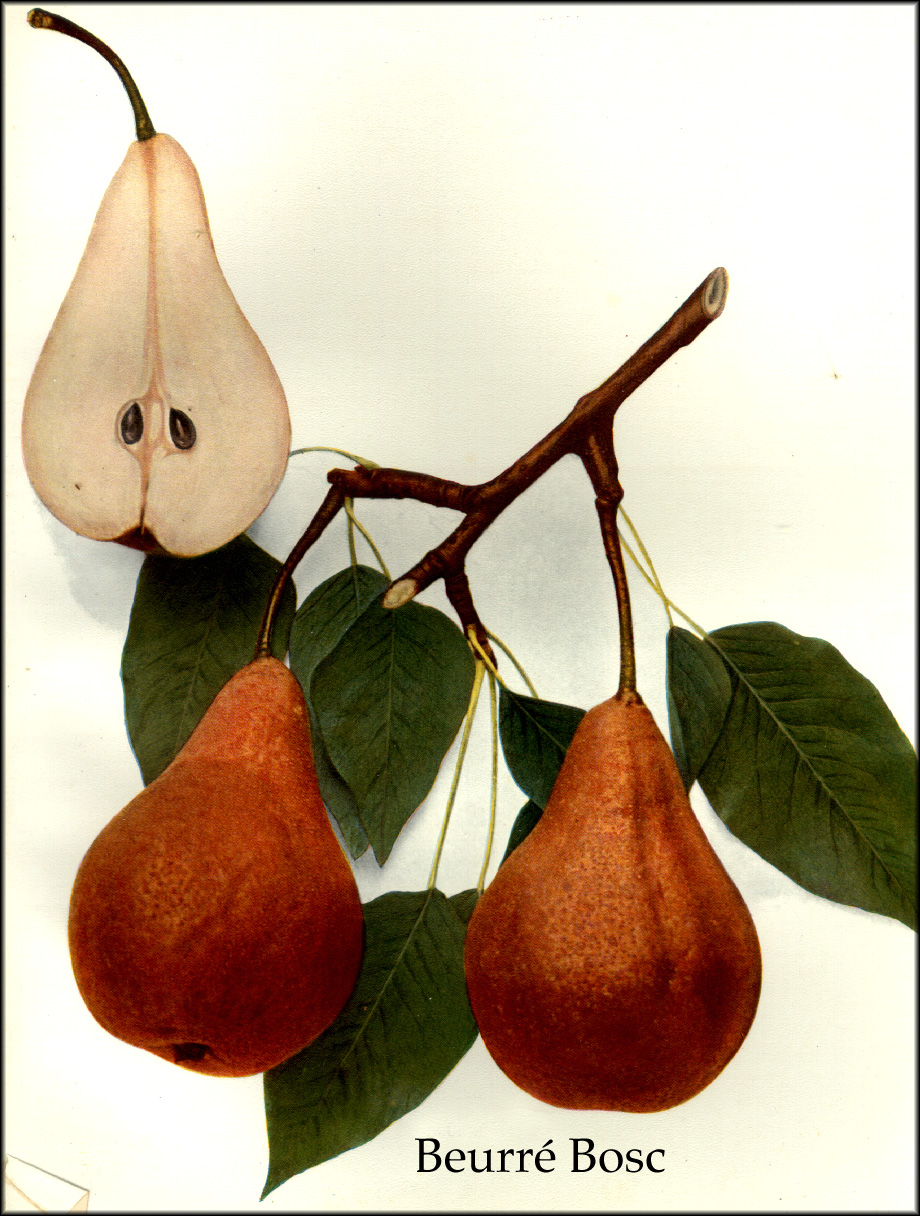
Aquarelle de Beurré Bosc.

La Beurré Bosc est une variété de poire originaire de la Haute-Saône. 

## Synonymes
- Bosc,
- Beurré d'Apremont.
- Kaiser
- Kaiser Alexander

## Origine
M. Madiot, directeur de la pépinière départementale du Rhône envoya au Jardin des Plantes de  Paris des greffes sans nom de ce fruit provenant d'un arbre très âgé non greffé, situé dans le bourg d'Apremont dans la Haute-Saône. Vers 1758, ces greffes donnèrent des fruits qui furent jugés très bons, et l'arbre fut dédié à Bosc, ancien directeur de ce jardin et pomologiste distingué, qui en 1793 avait sauvé de la destruction l'ancienne école des arbres fruitiers des Chartreux, et réuni la collection des vignes du Luxembourg.
Ces poires ont même impressionné l'Empereur Alexandre 1er, il a donc décidé d'en faire une variété royale : dans de nombreux pays cette poire est en effet uniquement connue sous le nom de Kaiser Alexander.

## Description
Le fruit est assez volumineux et assez allongé.
La peau est jaune (d'ocre ou grisâtre).
La chair est blanche, douce et juteuse.
Sa maturité est à mi-octobre et elle se conserve bien.
C'est une poire à couteau ou à cuire.

## Culture
Pyrus  communis 'Bosc' est un arbre peu vigoureux mais productif.
Bosc est le pollinisateur idéal de Williams, qui lui-même pollinise bien Bosc. Elle se greffe bien sur Pyrus calleryana.

## Nutrition
La plupart des poires sont une bonne source de fibres alimentaires. 
Une poire de taille moyenne peut fournir six grammes de fibres. Les poires sont également une source de vitamine C et ne contiennent que 100 calories par fruit. 
De plus, les poires sont exemptes de sodium, gras et cholestérol.